# Andrea Razmadze
Andrea Mikhailovich Razmadze (em georgiano:  ანდრია რაზმაძე, também Andrei Razmadze; Chkhenishi, Geórgia (atual Samtredia), 12 de agosto de 1889 – Tbilisi, 2 de outubro de 1929) foi um matemático georgiano, um dos fundadores da Universidade Estatal de Tbilisi, cujo Instituto de Matemática foi renomeado em sua memória em 1944. O periódico científico do departamento, publicado sem interrupções desde 1937, foi também renomeado como Proceedings of A. Razmadze Mathematical Institute em sua memória.

## Biografia
Filho de Mikhail Gavrilovich Razmadze, um operário ferroviário, e Nino Georgievna Nodia. Graduado pela escola secundária não-clássica Kutaisi em 1906, estudou na Universidade Estatal de Moscou, obtendo o diploma em 1910, e então um mestrado em 1917. A convite da universidade passou um breve tempo na Universidade Estatal de Moscou para lecionar matemática em 1917, retornando logo em seguida para fundar a Universidade Estatal de Tbilisi. Embora tenha morrido onze anos depois, durante sua época lá expandiu significativamente a terminologia matemática na Geórgia publicando três livros nesta língua, e persistindo em que todos os cursos fossem conduzidos em georgiano, atitude que atraiu o renomado matemático Nikolai Muskhelishvili para a escola. Também fundou a Georgian Mathematical Union em 21 de fevereiro de 1923 e foi seu primeiro presidente; esta instituição caducou depois de sua morte, mas foi reorganizada a partir de 1962.
Andrea Razmadze é mais conhecido por seu trabalho sobre cálculo variacional, onde descobriu um método eficiente de encontrar os extremos de funções integrais, e uma teoria concisa para encontrar os extremos de funções descontínuas que podem ser representadas por um número finito de curvas. Foi palestrante convidado do Congresso Internacional de Matemáticos em Toronto (1924), onde apresentou seu último resultado, pelo qual recebeu um doutorado pela Sorbonne. Foi palestrante da série dos famosos seminários Jacques Hadamard em Paris, onde também se apresentaram Paul Pierre Lévy, Laurent Schwartz e os laureados com o Prêmio Nobel Louis de Broglie e Max Born.